# (6909) Levison
(6909) Levison (1991 BY2) – planetoida z grupy przecinających orbitę Marsa okrążająca Słońce w ciągu 4,5 lat w średniej odległości 2,73 j.a. Odkryta 19 stycznia 1991 roku.